# Jiwaka

Localização da província de Jiwaka em Papua Nova Guiné.

Jiwaka é uma província de Papua Nova Guiné. A capital da província é Banz. A província abrange uma área de 4 798 km², e conta com uma população de 343 987 habitantes (números finais do censo de 2011 - censo de 2000, 185 641). A província de Jiwaka foi oficialmente criada em 17 de maio de 2012, compreendendo três distritos que anteriormente faziam parte da província de Terras Altas Ocidentais. O monte Wilhelm, a montanha mais alta de Papua Nova Guiné, fica na fronteira de Jiwaka.